# Карчёво
Карчёво (бел. Карчо́ва) — агрогородок в Барановичском районе Брестской области Белоруссии. Входит в состав Городищенского сельсовета. Расположен в 35 км от города Барановичи, 1 км от р. Сервеч. Население — 342 человека (2023).

## История
Изначально деревня называлась Тугановичи. В 1510 году вспоминается как имение принадлежащее Тугановским. В XVII веке принадлежала частично Дайнекам, Гарницким, Костянецким и Тугановским.
С 1758 года Тугановичи стали собственностью Веращаков, которые во второй половине XVIII века основали здесь парк, занимающий площадь 5 га.
С 1793 года в составе Российской империи. В 1798 г. имение и деревня Тугановичи имели 40 домов. Частыми гостями хозяев имения были Адам Мицкевич, Ян Чечот, Томаш Зан, Игнатий Домейко.
С 1831 года его снова приобрели Тугановские. Константин Тугановский женился на Софии Веращатской, общался с К. Калиновским, помогая в революционной борьбе. Во время восстания 1863-64 годов в имении Тугановских была создана мастерская по производству оружия, которая потом была перенесена в один из центров восстания — Милавиды.
В 1909 году в Карчёво в Циринской волости Новогрудского уезда Минской губернии было 74 двора, 517 жителей. На карте 1910 года указана под названием Карчева.
С 1921 в составе Польши в Циринской гмине Новогрудского воеводства. С 1939 года в БССР. С 15 января 1940 года в Городищинском районе Барановичской, с 8 января 1954 года Брестской области, с 25 декабря 1962 года в Барановичском районе. С 16 июля 1954 года — центр сельсовета. Согласно переписи 1959 года − 342, 1970—445 жителей. В 1971 году — 123 хозяйства, 413 жителей, комбинат бытового обслуживания, восьмилетняя школа, клуб, библиотека, ветеринарный участок, отделение связи, магазин. В 1998 году — 175 дворов, 496 жителей, исполком сельсовета и колхоза, механическая мастерская, ветеринарный участок, базовая школа, клуб, библиотека, отделение связи, дом быта, магазин.

## Население
По состоянию на 1 января 2023 года в агрогородке проживало 342 человека в 135 хозяйствах, в том числе 49 моложе трудоспособного возраста, 212 — в трудоспособном возрасте и 81 — старше трудоспособного возраста.
| Численность населения (по переписи) | Численность населения (по переписи) | Численность населения (по переписи) | Численность населения (по переписи) | Численность населения (по переписи) | Численность населения (по переписи) | Численность населения (по переписи) |
| 1909                                | 1921                                | 1959                                | 1970                                | 1999                                | 2009                                | 2019                                |
| ----------------------------------- | ----------------------------------- | ----------------------------------- | ----------------------------------- | ----------------------------------- | ----------------------------------- | ----------------------------------- |
| 517                                 | ↘196                                | ↗342                                | ↗445                                | ↗472                                | ↘360                                | ↘306                                |

## Исторические места и достопримечательности
- Братская могила советских воинов. В центре деревни. Похоронены 4 воина, погибших в 1944 годах в боях с немецко-фашистскими захватчиками во время освобожденя Барановичского района. В 1969 году на могиле установлен обелиск с именами 42-х погибших жителей Карчёво и окрестных деревень.
- Тугановичский парк (2-я половина XVIII века). На левом береге реки Сервеч. Окружал усадебные постройки имения Тугановичи (название от имени владельца князя Тугана). В XIX веке усадьба принадлежала Верещакам[7].
  - Камень филаретов — памятник истории республиканского значения.